# Пегу
Пегу (Пегу Йома) (на бирмански: ပဲခူးရိုးမတောင်) е ниска планина в централната част на Мианмар, служеща за вододел между басейните на реките Иравади на запад и Ситаун на изток. Дължина от север на юг около 470 km, ширина до 60 km, простираща се между 17°30’ и 22° с.ш. Най-високият връх е Поупа (1518 м). Съставена е от глинести шисти, глини, пясъчници и е дълбоко разчленена от речните долини на притоците на двете реки – Самоун, Йин, Навин (леви на Иравади); Схинде, Кабаун, Кун (десни на Ситаун). От южните и най-ниски части води началото си река Пегу, преминаваща през столицата Банкок. Има няколко изгаснали вулкана. Отличава се с повишена сеизмичност (8 – 9 бала). Склоновете ѝ са покрити с мусонни гори. Извършва се добив на ценна дървесина (тиково, желязно дърво и др.).